# Variation sur une valse de Diabelli
La Variation sur une valse de Diabelli, S.147, est la première œuvre connue de Franz Liszt, composée en 1822 et publiée en 1824 dans le deuxième volume de la collection titrée « Vaterlandische Künstlerverein » (dont le premier volume se constitue des  fameuses variations de Beethoven).